# Titanattus parvus
Titanattus parvus es una especie de araña saltarina del género Titanattus, familia Salticidae. Fue descrita científicamente por Mello-Leitão en 1945.
Habita en Brasil y Argentina.